# Тхангавелу, Марияппан
Марияппан Тхангавелу (там. மாரியப்பன் தங்கவேலு; род. 28 июня 1995, Салем, Тамилнад) — паралимпийский спортсмен-легкоатлет из Индии, специализирующийся на прыжках в высоту. Паралимпийский чемпион 2016 года в Рио-де-Жанейро и серебряный призёр 2020 года в Токио в категории Т42. Его золотая медаль в 2016 году стала первой для Индии с 2004 года.
25 января 2017 года правительство Индии наградило его премией Падма Шри за вклад в спорт и в том же году он был награждён премией Арджуны. Он был удостоен Раджив Ганди Кхел Ратна в 2020 году.

## Ранние годы
Марияппан родился в деревне Периавадагампатти, район Салем, штат Тамил Наду, в семье шестерых детей. У него есть четыре брата и сестра. Его отец, как сообщается, рано бросил семью, а его мать, Сароджа, воспитывала детей как мать-одиночка, таскала кирпичи в качестве разнорабочей, пока не стала продавцом овощей, зарабатывая 100 рупий в день. В пятилетнем возрасте Марияппан получил инвалидность, когда повредил в ДТП правую ногу — его сбил пьяный водитель автобуса по дороге в школу. Это также сказалось на росте мальчика. Несмотря на это, он закончил среднюю школу и при этом «не видел разницы в сравнении со здоровыми детьми».

## Спортивная карьера
Марияппан любил играть в волейбол в школьные годы. Преподаватель физической культуры рекомендовал ему попробовать себя в прыжках в высоту. В своём первом соревновании, в возрасте 14 лет, он занял второе место среди спортсменов своей категории, после чего получил сильную поддержку от своих одноклассников и других жителей Салема. В 2013 году его нынешний тренер Сатьянараяна при поддержке Спортивной академии Индии для людей с ограниченными возможностями впервые заметил его выступление на индийском национальном чемпионате, после чего стал его тренировать в Бангалоре.
В марте 2016 года Марияппан преодолел высоту 1,78 м в категории Т-42 на Гран-при в Тунисе, что позволило ему принять участие в Паралимпийских играх. На Играх в Рио он выиграл золотую медаль в категории Т-42 с прыжком на 1,89 м.
В ноябре 2019 года он преодолел высоту 1,80 м в категори Т-63 на чемпионате мира. Это принесло ему бронзовую медаль.
В 2021 году завоевал серебряную медаль на Паралимпийских играх в Токио в категории Т-63 с прыжком на 1,86 м.

## Вне спорта
В 2015 году получил степень бакалавра.
После своего паралимпийского триумфа Марияппан на часть своих призовых денег купил матери рисовое поле, чтобы его семья могла иметь более стабильный источник дохода, а также построил дом для своей семьи на оставшиеся деньги. В августе 2017 года Марияппан рассказывал, что ему нравилось, что его узнавали, а соседи относились к нему с большим уважением. При этом ему было грустно, что теперь даже друзья иногда общались с ним лишь формально, что его раздражало. В интервью в том же месяце он сказал, что, хотя он по-прежнему привержен спортивной карьере, он жил на свои призовые деньги и отчаянно нуждался в постоянной работе, чтобы содержать свою семью. Он сказал, что просил помощи у правительства Тамила Наду, но не получил ответа.
В октябре 2018 года он стал знаменосцем Паралимпийских Азиатских игр 2018 года, которые проходили в Джакарте. 7 декабря стать тренером в Управлении спорта Индии.

### Судебное разбирательство
В Верховный суд Мадраса был подан иск на Марияппана по делу о смерти молодого человека. По словам истца, её сын Сатиш Кумар (19 лет) разбил мотоцикл о новый автомобиль, после чего сорвал на себе гнев легкоатлета. В заявлении указывалось, что его якобы избил Марияппан и его друзья Сабари и Юварадж. Когда они схватили его мобильный телефон, Сатиш Кумар пытался его вернуть, а затем пропал без вести, но уже на следующий день его нашли мёртвым возле железнодорожного полотна. Тем не менее, последствий у этой истории не случилось.